# خدمة المستخلصات الكيميائية
خدمة المستخلصات الكيميائية (CAS) هي قسم تابع للجمعية الكيميائية الأمريكية. وتعتبر مصدرًا للمعلومات الكيميائية. يقع مقر (CAS) في كولومبوس ، أوهايو ، الولايات المتحدة.

## الدوريات المطبوعة
المستخلصات الكيميائية عبارة عن فهرس دوري يوفر العديد من الأدوات مثل (SciFinder) بالإضافة إلى الكلمات الرئيسية ذات العلامات والملخصات وفهارس الإفصاحات وبنية المركبات في الوثائق العلمية المنشورة مؤخرًا. كما تتم مراقبة ما يقرب من 8000 مجلة وتقرير تقني وأطروحة بالإضافة إلى وقائع المؤتمرات والكتب الجديدة، وهي تتوفر في ما لا يقل عن 50 لغة مختلفة سنويًا، وكذلك مواصفات براءات الاختراع من 27 دولة ومنظمتين دوليتين. وقد توقف طبع الملخصات الكيميائية في 1 يناير عام 2010م.

## قواعد بيانات
قاعدتا البيانات الرئيسيتان اللتان تدعمان مختلف النتائج هما (CAplus) و (Registry).

### شبكة المعلومات العلمية والتقنية STN

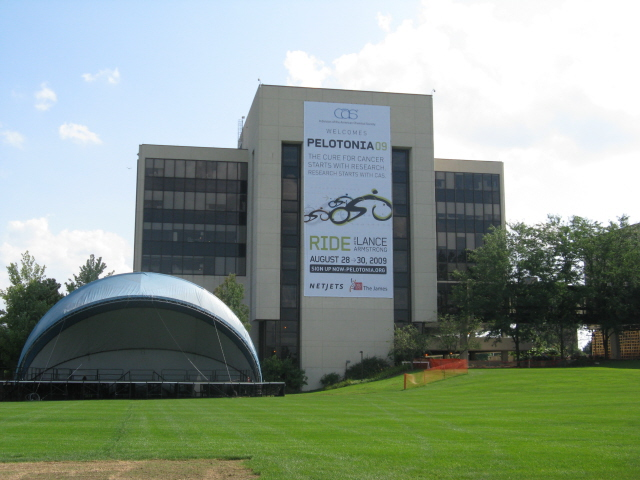
خدمة المستخلصات الكيميائية، مبنى (B) في أغسطس 2009. كولومبوس (أوهايو).